# Fabián Polosecki
Gustavo Fabián Polosecki (Buenos Aires, 31 de julio de 1964 - Santos Lugares, 3 de diciembre de 1996) fue un periodista argentino que se destacó, entre otras cosas, por su estilo particular de narrar las historias que presentaba en sus programas de televisión.

## Biografía
Nacido en la avenida Congreso, en el barrio porteño de Belgrano, tercer hijo varón de Aída Prizant y Josué Polosecki.
Unos años después, la familia se mudó a una casa ubicada en la calle Fragata Sarmiento, en el barrio de La Paternal, que sería para siempre el barrio de sus amores. Su primer nombre era Gustavo pero desde su infancia lo llamaban Fabián.
En su adolescencia, transcurrida durante la dictadura militar de 1976-1983, ingresó como integrante de la Federación Juvenil Comunista a su frente de secundarios, donde tuvo un rol destacado en la conformación de una coordinadora estudiantil porteña a fines del gobierno militar e inicios de la democracia.

## Formación universitaria
Estudió Sociología en la Universidad de Buenos Aires, carrera que abandonó en 1988.

## Trayectoria periodística
Entre 1984 y 1989, se desempeñó como periodista gráfico de la revista Radiolandia.
A partir de mayo de 1989, Polosecki se sumó a la revista de historietas Fierro, dirigida por Juan Sasturain, y de ediciones La Urraca, teniendo a su cargo dos secciones fijas.
Participó del diario Sur, de tirada nacional y fue delegado sindical del mismo durante el conflicto laboral desatado a causa del cierre del matutino.

## Trayectoria

### Gráfica
- Revista Radiolandia
- Revista Fierro
- Revista El Nuevo Tajo
- Revista Tele Clic
- Diario Nuevo Sur
- Diario Página/12
- Diario Popular

### Televisión
- Rebelde sin pausa (ATC, 1992).
- El otro lado (ATC, 1993-94).
- El visitante (ATC, 1995).

En el equipo de El otro lado y El visitante trabajaron
el guionista Pablo De Santis,
los investigadores periodísticos
Marcelo Birmajer,
Ricardo Ragendorfer,
Pablo Reyero,
Irene Bais (coordinadora general),
Ariel Barlaro y
Gustavo Salem,
los directores Nacho Garassino, y Diego Lublinsky,
el realizador Daniel Laszlo,
el montaje a cargo de Horacio Alcántara, y la cámara y fotografía de Claudio Beiza.

### Otros
- La vereda de la sombra (2005), film documental de Gustavo Alonso.
- Polo, el buscador (2006), libro de investigación de Hugo Montero e Ignacio Portela.

## Premios
- Martín Fierro 1994: Mejor programa periodístico (El otro lado).
- Martín Fierro 1993: Mejor programa periodístico (El otro lado).
- Martín Fierro 1993: Revelación

## Fallecimiento y reconocimientos

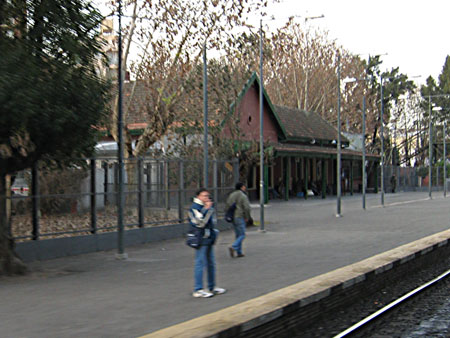
La Estación Santos Lugares, lugar donde ocurrió la muerte de Fabián Polosecki el 3 de diciembre de 1996.

En 1996, Polosecki se alejó de la producción televisiva y se mudó a una isla del Delta del río Paraná. Según distintos testimonios recogidos para el documental La vereda de la sombra y el libro Polo, el buscador, durante ese período, separado de su familia por decisión propia, manifestó un notable cambio en su personalidad.
El 3 de diciembre de 1996, sin causa conocida y sin que se conociera ningún trabajo periodístico que estuviera realizando, Polosecki se dirigió hasta la estación de ferrocarril de la localidad de Santos Lugares, cercana a la Capital Federal y se suicidó arrojándose bajo una formación ferroviaria en marcha.
Luego de su muerte, su trabajo periodístico y creativo en televisión fue rescatado como una de las producciones de televisión «de autor» más importantes de las últimas décadas del siglo XX, valorado tanto desde los aspectos estéticos como desde sus aportes y hallazgos socioculturales. Polosecki sirvió de inspiración a cientos de estudiantes de cine y televisión, periodismo y comunicación. Su trabajo en televisión, si bien breve en el tiempo abundante en contenido, también inspiró otros ciclos entre los cuales se destacó Ser urbano (conducido por el actor Gastón Pauls).
Muchas personalidades de la cultura y los medios fueron admiradores explícitos de Fabián Polosecki, como
el mismo Gastón Pauls,
Sandro,
Soledad Silveyra,
Juan Castro,

Susana Giménez y
Tomás Abraham.
En una nota en el suplemento Radar del diario Página/12, Horacio Ramos ―exmiembro del personal del Canal 4 Utopía―, sostiene que:

El otro lado y El visitante fueron los programas de televisión más influyentes de la televisión de la democracia. «Polo» cambió la historia de la televisión como una especie de prolongación de su militancia política, aunque jamás bajaba línea. Su compromiso se ve claramente en los temas que elegía tratar, en el punto de vista desde el cual los abordaba y en su absoluta distancia del poder, de las figuras del poder y de los discursos del poder.
Horacio Ramos

Para Ramos, hay una continuidad lógica entre las notas que Polo escribió en Sur y en Página/12 (los diarios en los que trabajó entre 1989 y 1992) y el enfoque ideológico de sus programas televisivos. 

Toda la gente que hace televisión alternativa o independiente, incluso la de las radios comunitarias, está actualmente cruzada, de una u otra manera, por la influencia de Polo. En Utopía todos hablaban de Polo o querían ser como él.
Horacio Ramos

Pero hay algo mucho más llamativo, sostiene Ramos: 

El modo en que su forma de hacer televisión impacta en los actuales estudiantes de comunicación, bellas artes, artes visuales, televisión y periodismo. Hay un circuito de chicos de dieciocho a veintidós años, que no vieron los programas en su momento, que se pasan de mano en mano los videos caseros de esos programas, como objetos de culto, pero también de aprendizaje. Polo enseñando a hacer televisión desde la tumba.
Horacio Ramos